# Björtjärnen, Västmanland
Björtjärnen är en sjö i Ljusnarsbergs kommun i Västmanland och ingår i Norrströms huvudavrinningsområde. Sjön har en area på 0,0601 kvadratkilometer och ligger 200,2 meter över havet.

## Delavrinningsområde
Björtjärnen ingår i det delavrinningsområde (663442-145578) som SMHI kallar för Vid mätstation Rällsälv. Medelhöjden är 196 meter över havet och ytan är 7,16 kvadratkilometer. Räknas de 11 avrinningsområdena uppströms in blir den ackumulerade arean 297,95 kvadratkilometer. Rällsälven (Nittälven) som avvattnar avrinningsområdet har biflödesordning 3, vilket innebär att vattnet flödar genom totalt 3 vattendrag innan det når havet efter 251 kilometer. Avrinningsområdet består mestadels av skog (88 procent). Avrinningsområdet har 0,06 kvadratkilometer vattenytor vilket ger det en sjöprocent på 0,8 procent.